# Transport w Mjanmie

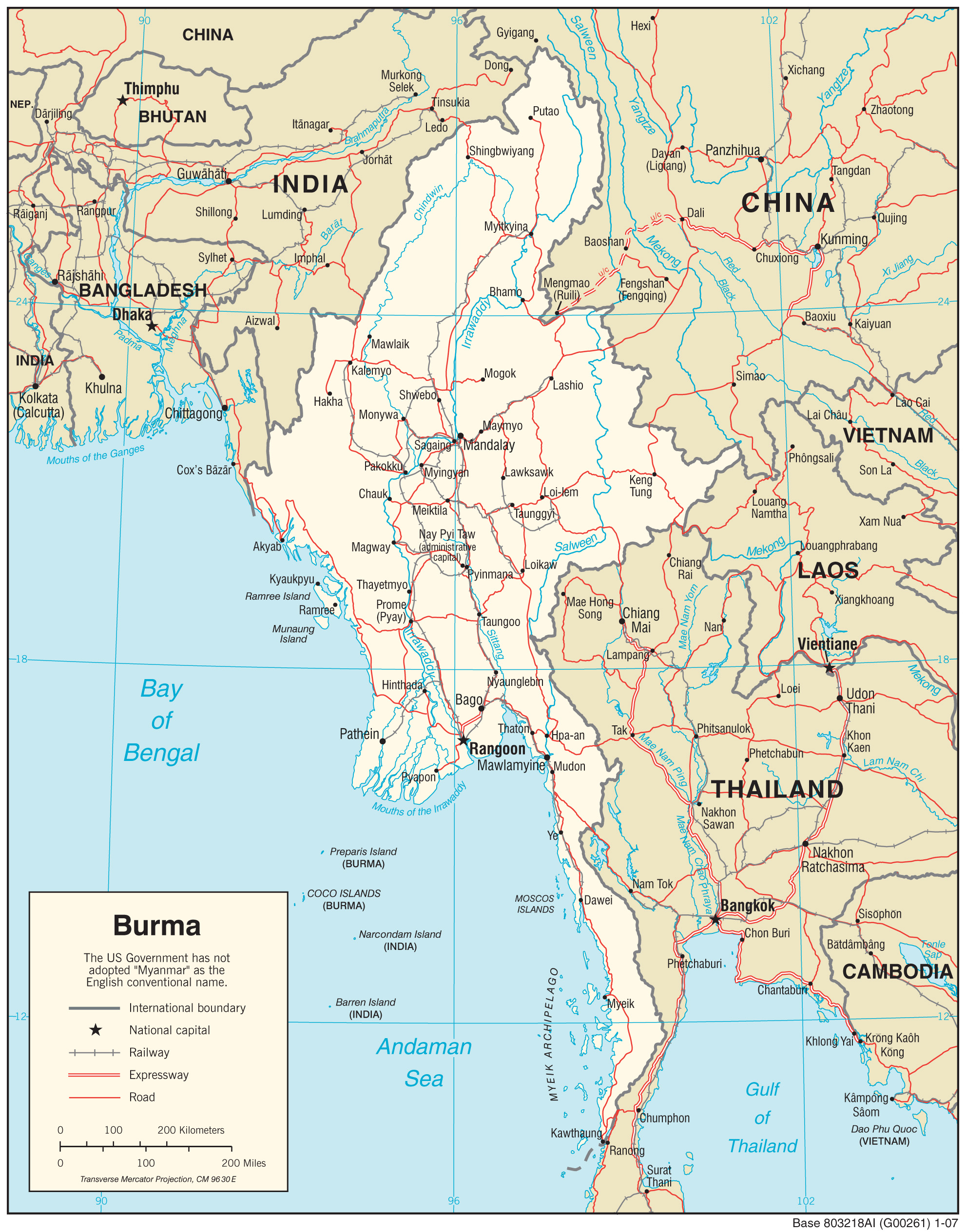
Sieć drogowa i kolejowa w Mjanmie

Transport w Mjanmie – system transportu działający na terenie Mjanmie.

## Transport drogowy
Podstawową formą transportu lądowego w Mjanmie jest transport drogowy. Łączna długość dróg wynosi ok. 34,4 tys. km, przy czym tylko ok. 5 tys. km posiada nawierzchnię utwardzoną.
Spośród krajów sąsiedzkich, przejścia drogowe funkcjonują z Tajlandią, Chinami i Indiami. Niemniej jednak regulacje dotyczące tego kto i na jakich zasadach może przekraczać granicę ulegają częstym zmianom.

## Transport kolejowy
Długość linii kolejowych wynosi 3991 km. Większość linii kolejowych została zbudowana w czasach kolonii brytyjskiej i w niewielkim stopniu jest remontowana.

## Transport lotniczy
Mjanma posiada 3 lotniska międzynarodowe: Rangun, Mandalaj oraz Naypyidaw oraz 45 lotnisk krajowych; większość z nich posiada utwardzone pasy startowe.

## Transport wodny
Ważnym elementem infrastruktury są głębokowodne porty morskie: Rangun, Thilawa, Dawei i budowany przez Chiny port Kyaktphyu (w stanie Rakhine).